# Miles M.39B Libellula
El Miles M.39B Libellula fue un avión experimental de alas en tándem de la Segunda Guerra Mundial construido por la británica Miles Aircraft, diseñado para dar al piloto la mejor visibilidad posible para aterrizar en portaaviones. Miles propuso una versión a escala del diseño M.39 para cubrir la Especificación B.11/41 del Ministerio del Aire por un bombardero rápido. El M.39B fue usado por Miles para generar datos con los que el diseño del M.39 fue mejorado, pero el proyecto fue cancelado y el M.39B, desguazado.

## Diseño y desarrollo

### M.39
Aunque tuvo algunos problemas, el anterior M.35 se desempeñó lo suficiente para mostrar que la idea tenía mérito, y el más grande M.39 fue diseñado como un diseño bimotor preparado para cubrir la Especificación B.11/41, que había sido emitida por el Ministerio del Aire solicitando un bombardero de alta velocidad. La especificación había sido escrita para la propuesta P.1005 de Hawker, propulsada por dos motores Napier Sabre, capaz de alcanzar más de 400 mph estimadas a 25 000 pies y entregar 2000 libras de bombas a 1600 millas. El P.1005 fue cancelado tras varios retrasos por parte del Ministerio del Aire y antes de que Miles presentara su diseño al Ministerio en julio. En noviembre de 1943 se encargó un prototipo a tamaño real (que usaría la matrícula RR910), pero no fue construido.
Hasta que los previstos (tres) turborreactores Power Jets W.2/500 estuvieran disponibles, el M.39 llevaría dos motores lineales Rolls-Royce Merlin 60 o dos radiales Bristol Hercules VIII. El M.39 tendría tres tripulantes en una cabina presurizada. Además de una bodega de bombas central, el M.39 tendría previsto llevar dos cañones fijos de 20 mm en las raíces de las alas delanteras.

### M.39B

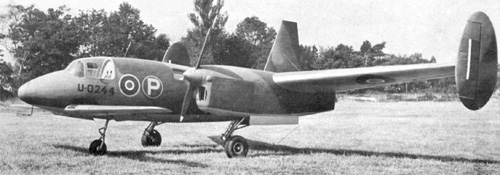
Miles M.39B Libellula en tierra.

Para demostrar el concepto, Miles diseñó y construyó una versión a escala 5/8, el M.39B, que voló el 22 de julio de 1943, no mostrando características de “manejo indeseable”. Coincidió con el interés de las autoridades en diseños poco ortodoxos para aviones grandes. El ala trasera estaba montada más alta que la delantera para evitar la deflexión del aire y daba espacio respecto al suelo para las hélices. El diseño del M.39 poseía flaps interiores y alerones exteriores en el ala trasera, y el ala delantera poseía un dispositivo auxiliar sustentador/flap/elevador, que podía variar el área alar sin cambiar el coeficiente de sustentación.
El Ministerio de Producción Aeronáutica estuvo de acuerdo en emitir un contrato de desarrollo y compró el M.39B. Miles continuó las pruebas, generando más datos de vuelo y presentando un diseño mejorado del M.39 a principios de 1944. Mientras tanto, el único M.39B fue traspasado al Royal Aircraft Establishment en Farnborough en 1944, donde llevó la matrícula SR392,  resultando dañado y reparado después de dos accidentes, sólo para ser desguazado con la cancelación del proyecto de bombardero a tamaño real.

## Operadores
Reino Unido
- Royal Aircraft Establishment

## Especificaciones (maqueta M.39B)
Referencia datos: Miles aircraft since 1925

### Características generales
- Tripulación: Uno (piloto)
- Longitud: 6,8 m (22,2 ft)
- Envergadura: 11,4 m (37,5 ft) ala trasera; 8 m ala delantera
- Altura: 2,8 m (9,3 ft)
- Superficie alar: 17,4 m² (187,5 ft²)ala trasera; 5,73 m² ala delantera
- Perfil alar: raíz del ala delantera: NACA 23018; punta del ala delantera: NACA 2412; raíz del ala trasera: NACA 23021; punta del ala trasera: NACA 2415
- Peso vacío: 1091 kg (2404,6 lb)
- Peso cargado: 1270 kg (2799,1 lb)
- Planta motriz: 2× motor lineal invertido de 4 cilindros refrigerado por aire de Havilland Gipsy Major IC.
  - Potencia: 100 kW (138 HP; 136 CV) cada uno.
- Hélices: Bipala de paso fijo
- Alargamiento del ala delantera: 10,1
- Alargamiento del ala trasera: 7,5
- Capacidad de combustible: 113,65 L
- Aflechamiento del borde de ataque: 21° 0′ 48″ en el ala trasera

### Rendimiento
- Velocidad máxima operativa (Vno): 164 km/h (102 MPH; 89 kt)
- Velocidad de entrada en pérdida (Vs): 95 km/h (59 MPH; 51 kt) con flaps abajo
- Régimen de ascenso: 5,6 m/s (1102 ft/min)
- Carga alar: 55 kg/m² (11,3 lb/ft²)
- Potencia/peso: 0,16 kW/kg (0,1 hp/lb)

## Aeronaves relacionadas

### Desarrollos relacionados
- Miles M.35 Libellula

### Aeronaves similares
- Curtiss-Wright XP-55 Ascender
- Kyushu J7W
- Mikoyan-Gurevich MiG-8

### Secuencias de designación
- Secuencia M._ (interna de Miles): ← M.35 - M.37 - M.38 - M.39B - M.50 - M.52 - M.57 →